# サドウスキー
サドウスキー（英：Sadowsky）は、アメリカ合衆国のニューヨーク市クイーンズにある楽器企画製造・販売会社。企画や営業などに携わる従業員は10名以下の小規模企業である。ベースやギター、プリアンプ、弦、パーツ類などを扱う自社名を冠したプライベートブランドを展開している。

日本国内においては長らくオカダインターナショナルが総代理店業務を行っていたが、2021年よりNYCモデルを除くすべての製品において山野楽器が総代理店業務を開始、2022年より専用サイトを開設した。

## 歴史
1979年にロジャー・サドウスキー(Roger Sadowsky)がリペアショップとして創業。
当初はリペアショップとしてニューヨークでマーカス・ミラーなどを代表する顧客のベースを改造したり修理するのが専門であった。
その後、シェクターやトム・アンダーソン、ワーモスなどに発注してベースギターやエレキギターの販売も始めた。

## 製品概要
サドウスキーはリペアショップであったのもあり、創業当初からセットアップやモディファイに重きを置き、組み込みを除く木工や木材加工などの製造は全て外注である。また、各部品自体も弦はリチャードココ、ピックアップはディマジオや、セイモア・ダンカン、ノードストランド、ローラーといった一流メーカーに特注品を発注する拘りもある。また塗装は楽器専門の塗装会社のウィルキンズ・ギター・フィニッシュに委託している。以下は主な製品。
- Sadowsky NYC

本社で企画と組み込みまで行うベースギターとエレキギター、エレキナイロンギターのカスタムオーダー。ベースギターは34インチのスケール長であり、現在のモデルではそれ以外のスケールでは提供されていない。基本は受注生産であるが自社の店舗で完成品も販売している。
ギターのシェイプはフルサイズストラトシェイプやディンキー、テレキャスターのものを採用している。ピックアップはロジャー・サドウスキーがディマジオやロン・エリスに特注したピックアップを標準仕様としているが、顧客の希望によってセイモア・ダンカンやノードストランド、ジェイソン・ローラーなどのメーカーの製品にすることも出来る。
製品の特徴としては、ギター、ベースともニューヨークという土地柄もありノイズやそれに起因する音痩せに対する対処としてプリアンプを内蔵したモデルが標準であり、また、創業者のロジャーの「軽いギターこそ良い楽器」という考え、そしてスタジオ・セッションミュージシャンがスタジオやライブハウス間の移動及び長時間の演奏で負担にならないようボディにチャンバー加工（リブドチャンバー）を施し軽量化を図ったモデルを基本としている。また、同社はエレキギターのみならず、エレクトリック・ナイロン・ストリングスギターも製作している。
2020年春より、今まで不可能であった日本からニューヨーク本社工房へのNYCモデルの直接オーダー、並びに日本の顧客への直接発送が解禁された。
- Sadowsky Masterbuilt
- Sadowsky Customshop

2020年より立ち上げられたベースギターの世界戦略モデル。製造はドイツのワーウィック社が行っている。ロジャー・サドウスキーが直接監修し、チャンバーボディをはじめとした仕様はNYCと同じ手法にて製造されている。
- Sadowsky Metroline
- Metro Express

いずれもサドウスキー・ベースギターの低コストパフォーマンスモデルである。
当初は後述の通り日本で製造されていたが、2020年よりMetrolineはワーウィックにて、Metro Expressはワーウィック監修のもと中国で製造している。
NYCとMetroLineの明確な相違点は、ボディー加工がNYCがチャンバーであるのに対しMetrolineはソリッドであることや、ハードウェアの仕様、ボディーのトップ材がMetrolineでは限定されている。
更なる廉価版であるMetroline Expressにはヘッドストックにサドウスキーのロゴはなく、代わりに「RSD（Rojer Sadowsky Design）」のロゴが与えられている。この理由としては、2005年頃に中国国内で何者かによりサドウスキーの商標が登録されており、それを取り戻すため2015年より裁判にて係争中のための暫定的な措置であるとしている。ジャズベーススタイルの仕様が基本で、ボディ材はオクメが使用されている。
- Sadowsky Archtop

アーチトップギター職人のジミー・ダキスト死後、同タイプのジャズギターの入手が困難になったジム・ホールが、ロジャー・サドウスキーに相談した事をきっかけに製作が開始されたアーチトップギターシリーズ。オカダインターナショナルが仲介の元、愛知県の寺田楽器に外注で製造し、自社でセットアップしている。
ピックアップはディマジオ製の特注品。現在入手可能な5つのモデルには、ダキストを元に作られたジム・ホールモデル、ジミー・ブルーノモデル、セミホローモデル、LS-17（ロングスケール/17" lower bout）とSS-15（ショートスケール/15" lower bout）などが存在する。

## 著名な使用ミュージシャン

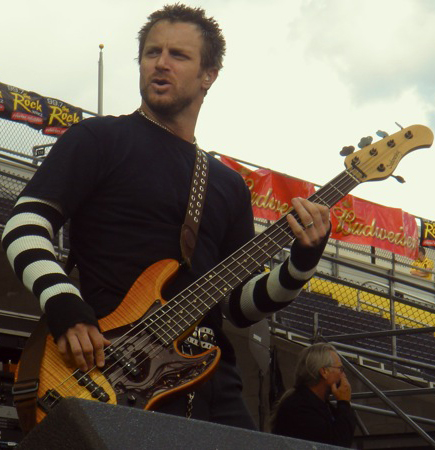
ブライアン・マーシャル

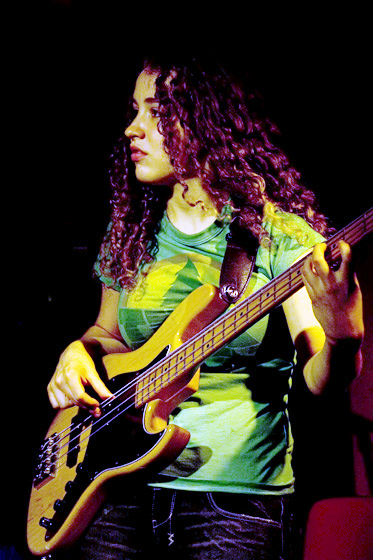
タル・ウィルケンフェルド

同社のアーチトップギターは多くのジャズ系のギタリストが演奏し、エンドースされている。

### ギタリスト
- ジム・ホール - ダキストを元に作られたJim Hall Modelを使用。
- ジミー・ブルーノ
- ラッセル・マローン- Semi Hollowを使用。
- ジョン・アバークロンビー- Semi Hollowを使用。
- レオナルド・アムエド
- カート・ローゼンウィンケル - Semi Hollowを使用。
- カミラ・メサ - SS-15をメインに使用中
- Nakajin（SEKAI NO OWARI）- 黒のストラトキャスタータイプを使用。
- 萩原健也 - Jim Hall Modelを使用。
- 宇田大志 - Semi Hollowを使用。

代表的な愛用者にはリー・リトナーがおり、同社のホームページでもフィーチャーされている。

### ベーシスト
多くの著名ベーシストにも愛用されている。
- ウィリー・ウィークス: "リヴァースド・P"ピックアップを持つSadowsky Vintage P/J 5弦が彼の個人的なモデルである[3]
- ウィル・リー
- ジェイソン・ニューステッド（元メタリカ）- 一度に19本も受注したことも
- ブライアン・マーシャル（アルター・ブリッジ、クリード）- 2004年から独占的に使用
- タル・ウィルケンフェルド - ロジャー・サドウスキーが、2007年のオーストラリア公演での演奏を鑑賞し、公式エンドース契約を交わした[4]
- ダリル・ジョーンズ
- トム・ハミルトン（エアロスミス）
- tetsuya（L'Arc〜en〜Ciel）- 2005年に発表された楽曲「Link」の制作でNYC Vin 4st JBを使用[5]。「SHINE」の制作でも使用。
- 上ちゃん（マキシマム ザ ホルモン）- 2007年よりRV4の改造モデルをドロップチューニング用で使用[6]。2008年にはカスタムオーダーモデルを作成し、レギュラーチューニング用で使用。

## サドウスキー・メトロライン
サドウスキー・メトロライン(英:Sadowsky Metroline)は、1997年よりサドウスキーの日本国内代理店のオカダインターナショナルを中心に展開していた、ベースギターを主としたモデル。特にベースに関しては、サドウスキーの廉価版世界戦略モデルとして国内だけではなく海外輸出モデルとしても展開していた。
また、国内向けにはメトロラインとは別にSadowsky Tokyo（後にSadowsky TYO）と称するブランドも展開していた。
この背景としては、サドウスキーの元従業員であった菊地嘉幸が、現在オカダインターナショナルの社員として勤めている関係もあり、本家よりブランド名の使用を認可されていたことが挙げられる。
製造は長野県のRedHouseやT's Guitarsなどで、SuhrやEMGといったブランドの代理店であるため、それらのピックアップを取り付けることでコストダウンを図っていた。
エレキギターについては2018年までに生産終了、ベースギターについては2020年をもって日本国内での生産が終了し、ドイツのベースメーカー、ワーウィックに製造が移管されることになった。これら製品の国内代理店も前述の通り山野楽器が受け持つこととなった。

### 使用ミュージシャン
- 増崎孝司（DIMENSION）- かつてはAir CraftやSuhrをメインギターとしていたが、2010年頃からサドウスキーをメインに切り替えた（日本製だけでなくNYC製ギターも使用）。EMG製ピックアップを搭載したストラトシェイプのモデルやテレキャスターシェイプのボディにJason Lollar製ピックアップを搭載した「ジャズキャスター」を愛用[8]。
- TOKIE
- 上ちゃん（マキシマムザホルモン）
- 松本孝弘（B'z）- 松本から「フェンダー・ストラトキャスターのネックが太すぎる」と要望を受け、ネックが細めの黒と赤の2本のストラトを受注した。
- 徳永暁人（doa）
- 田川ヒロアキ
- 広石武彦
- 川崎哲平
- 尼川元気
- ハラグチサン（NEMOPHILA）